# Kenfig Castle
Kenfig Castle (walesiska: Castell Cynffig) är en borgruin i Storbritannien. Den ligger i kommunen Bridgend i Wales, 250 km väster om London. Närmaste större samhälle är Swansea, 17 km nordväst om Kenfig Castle. Borgen antas ha uppförts på 1000-talet och övergavs i slutet av 1400-talet.